# Călărași (län)
Călărași är ett län (județ) i sydöstra Rumänien med 312 522 invånare (2018). Det har 2 municipii, 3 städer och 48 kommuner.

## Municipii
- Călărași
- Oltenița

## Städer
- Budești
- Fundulea
- Lehliu-Gară

## Kommuner
- Alexandru Odobescu
- Belciugatele
- Borcea
- Căscioarele
- Chirnogi
- Chiselet
- Ciocănești
- Curcani
- Cuza Vodă
- Dichiseni
- Dor Mărunt
- Dorobanțu
- Dragalina
- Dragoș Vodă
- Frăsinet
- Frumușani
- Fundeni
- Grădiștea
- Gurbănești
- Ileana
- Independența
- Jegălia
- Lehliu
- Luica
- Lupșanu
- Mânăstirea
- Mitreni
- Modelu
- Nana
- Nicolae Bălcescu
- Perișoru
- Plătărești
- Radovanu
- Roseți
- Sărulești
- Sohatu
- Spanțov
- Șoldanu
- Ștefan cel Mare
- Ștefan Vodă
- Tămădău Mare
- Ulmeni
- Ulmu
- Unirea
- Valea Argovei